# Celia (album)
Celia este materialul discografic de debut al interpretei de origine română Cristina Socolan. Titlul albumului reprezintă pseudonimul utilizat de aceasta în cariera independentă începută după despărțirea de formația Elegance. Inițial discul se intitula „Printre stele”.
Primul extras pe single sub noua titulatură se preconiza a fi, „Vraja ta”, însă înregistrarea care a beneficiat de un videoclip și de o campanie de promovare a fost „Pot zbura”, o colaborare cu Alberto. Piesa a fost compusă de Costi Ioniță, în timp ce versurile au fost realizate de textierul Constantin Neguțu. Cântecul beneficiază și de o versiune în limba engleză, ambele fiind incluse pe materialul de debut al Celiei. „Pot zbura” nu a obținut un număr semnificativ de difuzări din partea posturilor de radio sau a celor de televiziune, nereușind să intre în ierarhia oficială din România. La scurt timp a început promovarea unui nou extras pe single, „Trag aer în piept”, care a fost lansat și în format digital într-un interval de câteva săptămâni. Videoclipul acestei înregistrări a fost filmat în orașul Sibiu, materialul fiind regizat de Mihnea de Vries și Alexandra Anghel. Spre deosebire de predecesorul său, „Trag aer în piept” a devenit în scurt timp un șlagăr, ocupând treapta cu numărul 3 în Romanian Top 100 timp de cinci săptămâni consecutive.
Albumul de debut al solistei a fost lansat la scurt timp, startul comercializării începând pe data de 6 noiembrie 2007. Materialul, intitulat Celia, a fost produs în totalitate de Costi Ioniță, el incluzând atât primele două discuri single, cât și primele cântece ale solistei, „Șoapte” și „Clipe cu tine”. Cea de-a treia piesă promovată de pe disc a fost balada „Șoapte”. Artista a decis să lanseze această înregistrare în urma reacților pozitive stârnite de ea în rândul fanilor săi. Compoziția a debutat pe treapta cu numărul 97 în ierarhia din România și a ocupat prima poziție, devenind prima clasare pe locul 1 a Celiei în Romanian Top 100. Ultimul single al albumului — „O mie de cuvinte” — a beneficiat și el de un videoclip și de promovare. Deși posturile de radio îi recomandaseră Celiei să lanseze înregistrarea „Mi-este dor de tine” ca succesor al baladei „Șoapte”, aceasta a optat pentru „O mie de cuvinte”. Scurtmetrajul a fost filmat în Pădurea Snagov, materialul fiind regizat de Petre Năstase. Pentru a-și promova discul, cântăreața a pornit într-un turneu național.

## Ordinea pieselor pe disc
1. „Trag aer în piept” — 3:31
2. „Șoapte (slow)” — 3:05
3. „O mie de cuvinte” — 3:37
4. „Pot zbura” — 3:37
5. „Hey You...” — 3:36
6. „Numai o noapte” — 3:24
7. „Printre stele” — 3:44
8. „Mi-este dor de tine” — 3:48
9. „Pot zbura” (versiune în lb. engleză) — 3:37
10. „Clipe cu tine” — 3:26
11. „You need me” — 3:37
12. „Șoapte (RMX)” — 3:48